# Cordyla crassipalpis
Cordyla crassipalpis är en tvåvingeart som beskrevs av Dufour 1839. Cordyla crassipalpis ingår i släktet Cordyla och familjen svampmyggor.
Artens utbredningsområde är Frankrike. Inga underarter finns listade i Catalogue of Life.